# Phyllachora durantae
Phyllachora durantae är en svampart som beskrevs av Rehm 1892. Phyllachora durantae ingår i släktet Phyllachora och familjen Phyllachoraceae.   Inga underarter finns listade i Catalogue of Life.